# Durchhausen
Durchhausen ist eine Gemeinde im Landkreis Tuttlingen in Baden-Württemberg. Zur Gemeinde Durchhausen gehören außer dem gleichnamigen Dorf keine weiteren Ortschaften.

## Geographie

### Geographische Lage
Durchhausen liegt auf der Baarhochebene im Schönbachtal etwa fünf Kilometer südöstlich von Trossingen, eingebettet zwischen den Zeugenbergen der Baaralb, des 976 m hohen Lupfen und nur wenige Kilometer entfernten 912 m hohen Kegelbergs Hohenkarpfen.

### Nachbargemeinden
Die Gemeinde Durchhausen grenzt von Norden im Uhrzeigersinn an folgende Gemeinden: Gunningen, Seitingen-Oberflacht (Ortsteil Oberflacht), Talheim, Tuningen und Trossingen-Schura.

### Schutzgebiete
Im Süden hat Durchhausen einen Anteil am Landschaftsschutzgebiet Lupfen. Im Westen der Gemeinde beginnt das Vogelschutzgebiet Baar.

## Geschichte

### Bis zum Untergang des alten Reichs
Durchhausen wurde im Jahr 1295 erstmals urkundlich erwähnt, jedoch lassen Funde den Schluss zu, dass es bereits in der Römerzeit besiedelt wurde. Anfangs hieß der Ort noch Husen bzw. Husen prope Lupfen, im 16. Jahrhundert wandelte sich der Name dann langsam zu Durchhausen.
Im Jahre 1399 verkauften die Grafen Friedrich, Konrad und Eberhard von Nellenburg Durchhausen an den wohlhabenden Rottweiler Bürger Endinger. Im 15. Jahrhundert kam es dann in den Besitz der Herren Bletz von Rothenstein. Diese verkauften das Dorf im Jahre 1534 an Jakob Guth von Sulz. Dessen Nachfahren verkauften Durchhausen schließlich 1602 an die Herrschaft Konzenberg des Bistums Konstanz.
Nach den napoleonischen Kriegen und dem Reichsdeputationshauptschluss kam Durchhausen mit dem gesamten Territorium des Hochstifts Konstanz 1803 zu Baden und 1806, im Jahr der Auflösung des Heiligen Römischen Reichs, mit der übrigen Herrschaft Konzenberg zum Königreich Württemberg.

### Seit württembergischer Zeit
Für mehr als ein Jahrhundert gehörte Durchhausen zum Oberamt Tuttlingen. Bei der Verwaltungsreform während der NS-Zeit in Württemberg 1938 wurde aus dem Oberamt der neu umrissene Landkreis Tuttlingen, dem die Gemeinde seither angehört. Nach dem Zweiten Weltkrieg fiel Durchhausen der Französischen Besatzungszone zu und kam somit zum Nachkriegsland Württemberg-Hohenzollern, welches 1952 im Bundesland Baden-Württemberg aufging.
Von 1978 bis 1994 fand in Durchhausen eine umfassende Dorfsanierung statt, so dass die Ortsmitte heute einen sehr modern wirkenden Charakter angenommen hat.

### Religion
Durchhausen ist traditionell katholisch geprägt. Ursprünglich war das Dorf eine Filialgemeinde von Seitingen. Im Jahre 1624 entstand am Ort die dem Heiligen Otmar geweihte Kapelle, welche 1835 zur eigenen Pfarrei erhoben wurde. Nach dem Zweiten Weltkrieg trat 1958 die neu errichtete katholische Kirche Zu den Heiligen Engeln an die Stelle der alten Kapelle. Die römisch-katholische Gemeinde Zu den Heiligen Engeln gehört zur Seelsorgeeinheit Trossingen im Dekanat Tuttlingen-Spaichingen der Diözese Rottenburg-Stuttgart.

## Politik

### Verwaltungsgemeinschaft
Die Gemeinde ist Mitglied der Vereinbarten Verwaltungsgemeinschaft der Stadt Trossingen.

### Gemeinderat
Der Gemeinderat in Durchhausen hat 10 Mitglieder. Er besteht aus den ehrenamtlichen Gemeinderäten und dem Bürgermeister als Vorsitzendem. Der Bürgermeister ist im Gemeinderat stimmberechtigt. Bei der  Kommunalwahl am 9. Juni 2024 wurde der Gemeinderat durch Mehrheitswahl gewählt. Mehrheitswahl findet statt, wenn kein oder nur ein Wahlvorschlag eingereicht wurde. Die Bewerber mit den höchsten Stimmenzahlen sind dann gewählt.

### Bürgermeister
Hauptamtlicher Bürgermeister der Gemeinde Durchhausen ist seit 1. Februar 2016 Simon Axt, der sich bei der Wahl am 29. November 2015 mit 62,9 Prozent der Stimmen gegen zwei andere Kandidaten bereits im ersten Wahlgang durchsetzen konnte. Er löste Erwin Link ab, der seit 1992 ehrenamtlicher Bürgermeister der Gemeinde war. Am 3. Dezember 2023 wurde Axt mit 90,8 Prozent der Stimmen für eine zweite Amtszeit wiedergewählt. Bürgermeister in Durchhausen waren:
- bis 1976 Karl Wintermantel
- 1976–1992 Heinz Mecherlein (zugleich hauptamtlicher Bürgermeister der Stadt Trossingen)
- 1992–2016 Erwin Link (zugleich Stadtkämmerer der Stadt Trossingen)
- seit 2016 Simon Axt (CDU)

### Wappen und Flagge
| Banner, Wappen und Hissflagge |  |
|                               |  |
|                               |  |

Blasonierung:„In Silber (Weiß) auf grünem Boden ein dreigiebeliges rotes Torhaus mit drei offenen Durchfahrten.“
Wappenbegründung: Das 1930 angenommene Wappen mit dem dreigiebeligen Torhaus, ein redendes Bild, muss schon vorher bestanden haben, da es zur damaligen Zeit als altes Ortswappen bezeichnet wurde. Das Wappen und die Flagge wurden am 14. Dezember 1961 vom Innenministerium des Landes Baden-Württemberg verliehen. Die Verleihung war nötig, da vor 1935 zwar das Wappenbild, nicht aber die Tingierung festgelegt worden war. Der grüne Boden symbolisiert die ländliche Umgebung.
Flagge: Das Banner bzw. die Hissflagge ist rot-weiß längs- bzw. quergestreift mit dem aufgelegten Wappen oberhalb bzw. in der Mitte.

## Kultur und Sehenswürdigkeiten
Die Kommune ist dem Tourismusverband „Donaubergland“ angeschlossen.

### Bauwerke

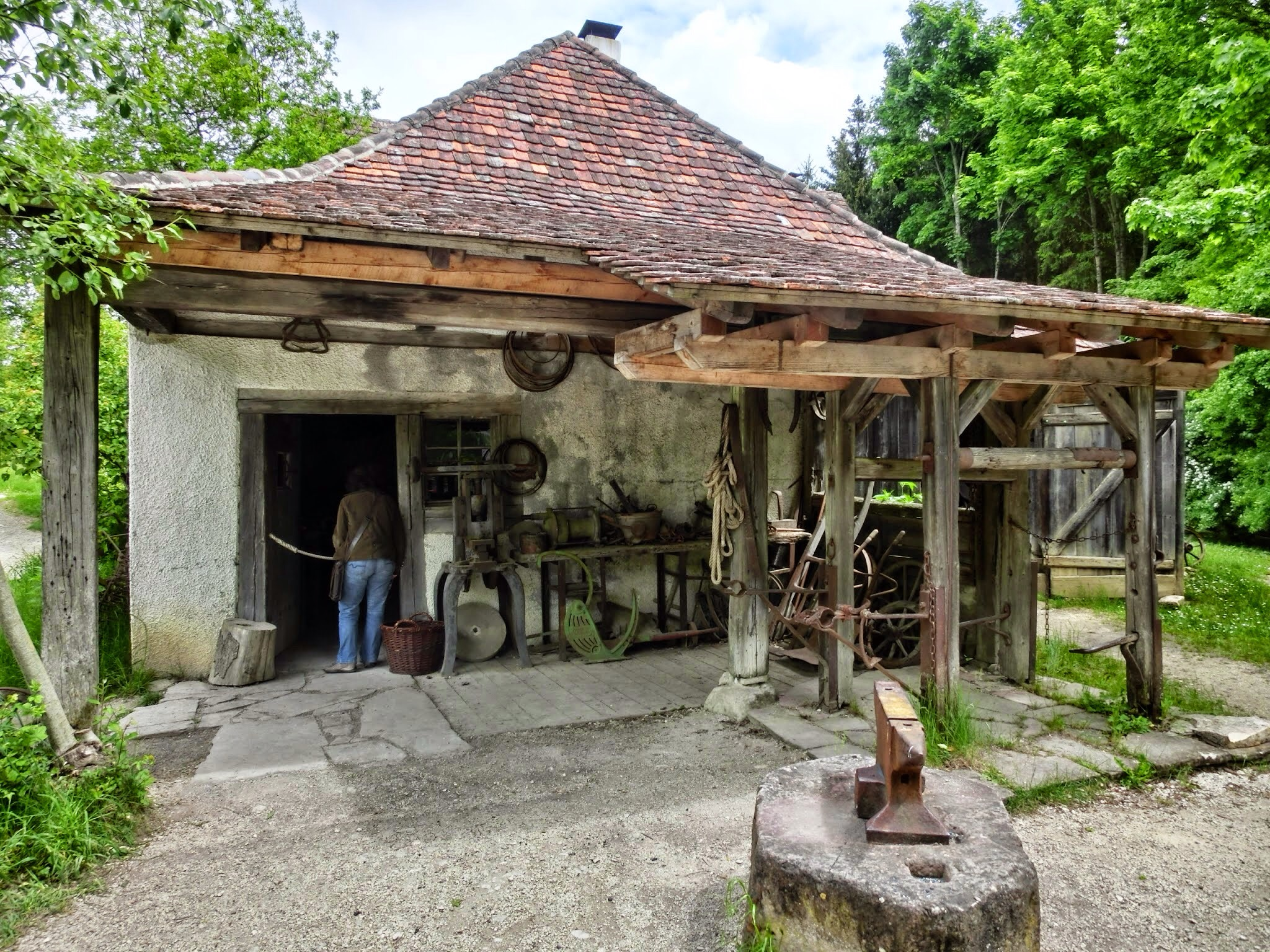
Die ehemalige Dorfschmiede, heute im Freilichtmuseum Neuhausen ob Eck

Die ehemalige örtliche Dorfschmiede wurde originalgetreu im Freilichtmuseum Neuhausen ob Eck wiederaufgebaut.
Die säkularisierte, ehemalige St.-Otmars-Kirche sowie die ehemalige Pfarrscheuer befinden sich unter Denkmalschutz.

### Naherholung
Am Lupfenhang befindet sich das Landschaftsschutzgebiet Lupfen, an dessen Rand der Riedwiesensee mit Angelmöglichkeit zur Naherholung angelegt wurde. Ein weiteres Naherholungsgebiet wurde am Ortsausgang Richtung Oberflacht im Zuge der Anlage eines Regenrückhaltebeckens eingerichtet.

### Musik
Der Fanfarenzug Durchhausen war bereits mehrfach baden-württembergischer Meister der Fanfarenzüge.

### Sport
Größter Sportverein ist die Sportvereinigung Durchhausen mit Turnierbetrieb der Fußball- und Tennisabteilungen. Der Radfahrverein Durchhausen richtet jährlich Straßenrennen sowie Kunstrad-Turniere aus und nimmt im Renn- und Mountainbike-Sport an Wettkämpfen teil.

### Regelmäßige Veranstaltungen
- Internationales U17-Junioren-Fußballturnier mit Zeltlager, an dem schon mehrfach Nachwuchsmannschaften von Bundesligavereinen und aus den Junioren-Regionalligen teilgenommen haben.
- Die Durchhausener Fasnet mit Zunftmeisterempfang und Umzug am Fasnetdienstag als Höhepunkt findet überregionale Beachtung.

## Wirtschaft und Infrastruktur
Die Wirtschaft in Durchhausen wird durch mehrere mittelständische Betriebe der Feinmechanik, Chirurgiemechanik, Elektrotechnik und des Handwerks geprägt, darunter ein Standort der Firma Interflex. Seit 2009 besteht ein interkommunales Gewerbegebiet mit der Stadt Trossingen.

### Landwirtschaft
Bei der landwirtschaftlichen Nutzung, für die 50 % der Gemarkungsfläche ausgewiesen ist, dominiert die Milchviehhaltung.

### Forsten
38 % der Gemeindefläche sind bewaldet, vorwiegend Fichtenbestand, der in Durchhausen besonders günstige Wachstumsbedingungen vorfindet.

### Verkehr
Durchhausen liegt fünf Kilometer von der Anschlussstelle Tuningen der A 81 Stuttgart-Singen entfernt und befindet sich im Tarifgebiet des Verkehrsverbund Schwarzwald-Baar-Heuberg. Anschluss an das Eisenbahnnetz besteht über die Bahnhöfe Tuttlingen und Rottweil. Die Flugplätze in Donaueschingen und Schwenningen sind in einer Viertelstunde, die Flughäfen in Stuttgart, Zürich und Friedrichshafen in einer Autostunde erreichbar.

### Medien
Lokalausgaben der Schwäbischen Zeitung und der Südwest Presse berichten regelmäßig über Durchhausen.

### Öffentliche Einrichtungen und Nahversorgung
Die Gemeindeverwaltung befindet sich im zum Rathaus umgebauten ehemaligen Lehrerhaus. Die Gemeinde ist Trägerin eines kommunalen Kindergartens. Eine Mehrzweckhalle mit Feuerwehrhaus, ein als Vereinshaus genutztes ehemaliges Schulgebäude, ein Bauhof, die 1957 errichtete katholische Pfarrkirche Zu den hl. Engeln, ein Wanderheim der Ortsgruppe des Schwäbischen Albvereins, zwei Bank-Filialen, eine Kneipe, ein Friseursalon, eine TCM-Praxis sind weitere Infrastruktureinrichtungen.

### Freizeiteinrichtungen
Zur Freizeitgestaltung stehen ein arrondiertes Sportgelände mit zwei Fußballplätzen, einem Tennisplatz, einem Spielplatz und einem bewirteten Vereinsheim sowie ein 2007 erbautes Jugendhaus zur Verfügung. Ein ausgedehntes Flur- und Waldwegenetz kann zum Fahrradfahren, Joggen und Skaten genutzt werden. 2007 siedelte sich ein Reiterhof mit Appaloosa-Pferden auf der Gemarkung an.

### Versorgungsnetze
Durchhausen ist Mitglied des Zweckverbands Baarwasserversorgung und bezieht damit sein Trinkwasser sowohl aus dem Bodensee als auch aus den Keckquellen auf der Gemarkung Deißlingen. Das Abwasser wird vom Abwasserzweckverband Ostbaar über die Elta geklärt, das örtliche Stromnetz ist im Besitz der EnBW; die Erdgas-Versorgung wird im derzeit erschlossenen Baugebiet auf der Basis von Erdgastanks realisiert. Seit Februar 2013 besteht über einen Outdoor-DSLAM ein VDSL-Breitband-Internetzugang mit Glasfaseranbindung. Im Bereich mobiler Datendienste ist durch mehrere Netzbetreiber eine teilweise Abdeckung mit HSPA und LTE vorhanden.

## Persönlichkeiten
- Martina Merz (* 1. März 1963 in Durchhausen), Maschinenbauingenieurin, Vorstandsvorsitzende der thyssenkrupp AG